# Rompamos el contrato
Rompamos el contrato es el quinto álbum de la agrupación de cuarteto Chébere. Fue editado en 1978 por DISCOS TK S.A. en disco de vinilo. Además, es el primer trabajo en el que aparece como cantante Miguel Antonio "Pelusa" Calderón.

## Lista de canciones
Lado 1
1. «A que no te vas» (Manuel Alejandro, Ana Magdalena) – 2:31
2. «Tu recuerdo sigue en mí» (Ángel Videla, Carlos Moyano) – 2:42
3. «Como lo hice yo» (Sandro, Oscar Anderle) – 3:28
4. «Nada me falta si te tengo a tí» (Marcelo Amul) – 2:34
5. «Sé que te hice mal» (Henry Nelson) – 3:26

Lado 2
1. «Rompamos el contrato» (Henry Nelson, R. Araya) – 2:24
2. «Mis noches, mis días te daré» (Juan Marcelo) – 2:25
3. «Miedo» (Henry Nelson) – 2:39
4. «Aquel puñado de arena» (R. Falcón) – 3:57
5. «Quiero saberme tuyo» (Henry Nelson) – 2:41

## Miembros (sin acreditar)
- Teclados: Alberto Pizzichini y Ángel Videla
- Bajo: Alberto "Beto" Guillén
- Violín: Hugo "Huesito" Terragni
- Voz: Miguel Antonio "Pelusa" Calderón
- Locución y animación: Eduardo “Pato” Lugones[2]